# Mohamed Méndez
Pour les articles homonymes, voir Méndez.
Méndez  Castillo est un nom espagnol. Le premier nom de famille, en général paternel, est Méndez ; le second, en général maternel, souvent omis, est Castillo.
Mohamed Méndez Castillo, né le 16 janvier 1982, est un coureur cycliste panaméen.

## Biographie
En 2010, Mohamed Méndez court dans l'équipe amateur de Caja Rural. Avec cette formation, il s'impose sur la seconde édition du Trofeo Club Ciclista Estella, une course du calendrier basque. Il termine également deuxième du Mémorial Juan Manuel Santisteban.

## Palmarès et résultats

### Par année
- 2008
  - Clásica Fundación de Aguadulce[2] :
    - Classement général
    - 2e étape
- 2009
  -  Champion du Panama du contre-la-montre
  - 3e étape du Tour du Panama
  - 4e étape de la Vuelta a Chiriquí (contre-la-montre par équipes)
- 2010
  - Trofeo Club Ciclista Estella
  - 2e du Mémorial Juan Manuel Santisteban
- 2011
  - 1re étape de la Clásica Radio Chiriquí
  - 2e de la Clásica Radio Chiriquí
  - 3e du championnat du Panama du contre-la-montre
- 2012
  - Clásica Radio Chiriquí
- 2013
  - Clásica Radio Chiriquí :
    - Classement général
    - 2e étape

  - 1re étape du Tour du Panama (contre-la-montre par équipes)
- 2014
  - 5e étape du Tour du Panama (contre-la-montre)
  - 2e de la Clásica Radio Chiriquí
- 2015
  - Reto a Los Altos de Santa María
  - 3e étape de la Clásica Radio Chiriquí[3]
- 2017
  - 2e du championnat du Panama du contre-la-montre
  - 2e du championnat du Panama sur route

### Classements mondiaux
| Année            | 2017 |
| ---------------- | ---- |
| UCI America Tour | 114e |